# Путінізм

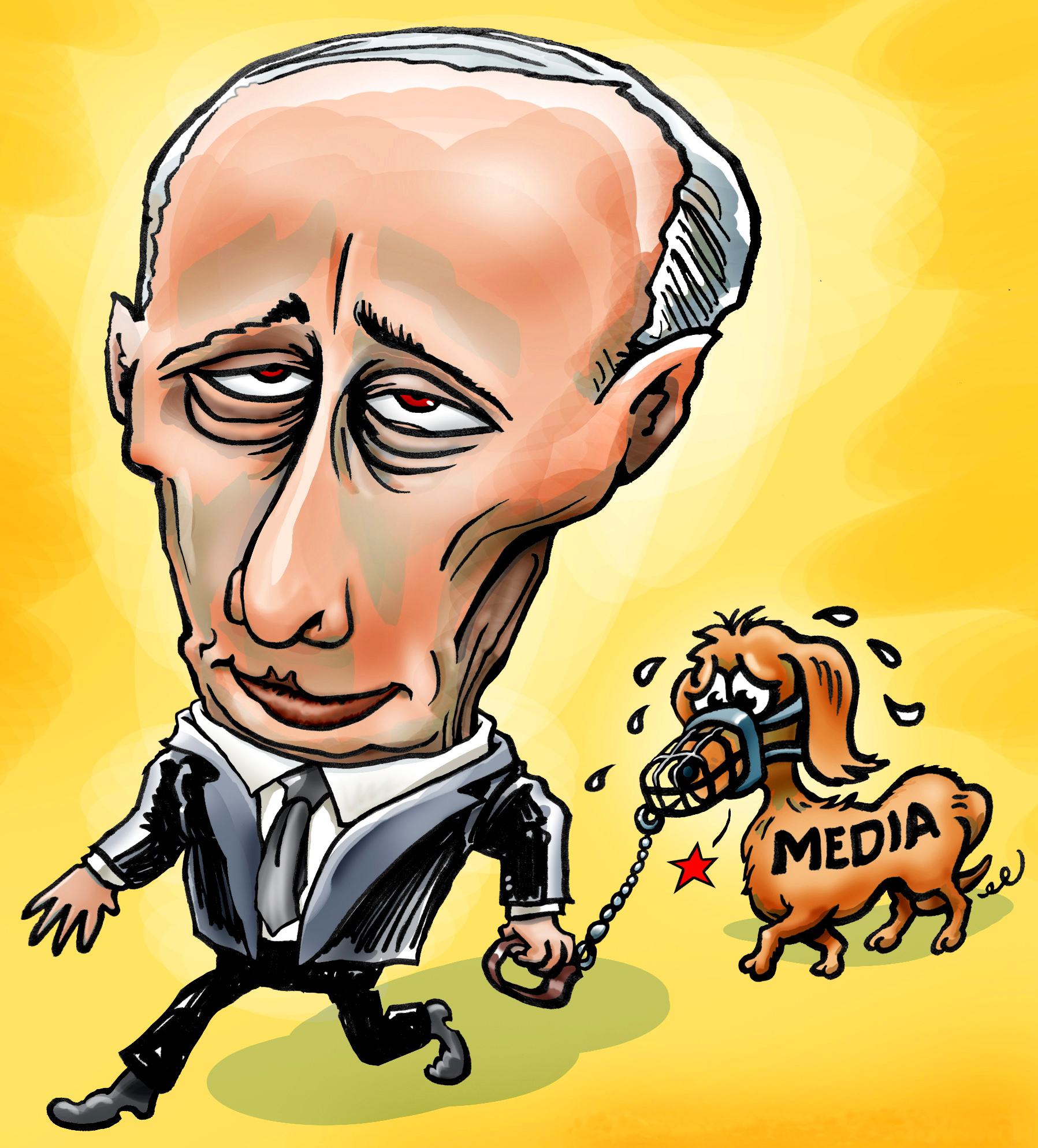
Карикатура: вплив Путіна на ЗМІ. Автор: Петер Веллеман, Нідерланди.

«Кордони Росії ніде не закінчуються» — риторична відповідь на питання, проголошена Путіним та згодом активно розрекламована. Ідея постійної війни й панування, імперіалістична ідеологія — ознаки фашизму.

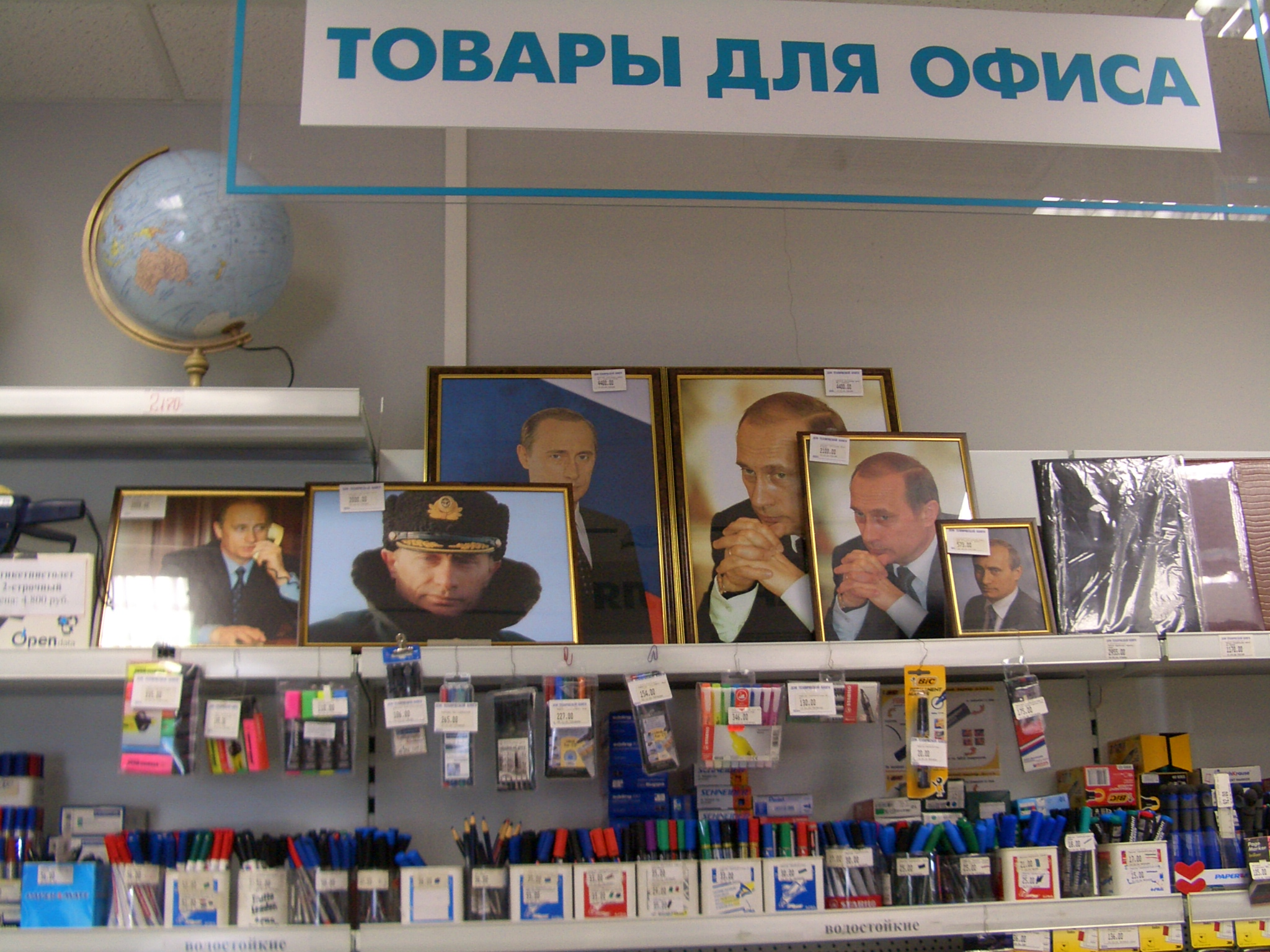
Культ Путіна. Товари у канцелярському відділі крамниці.

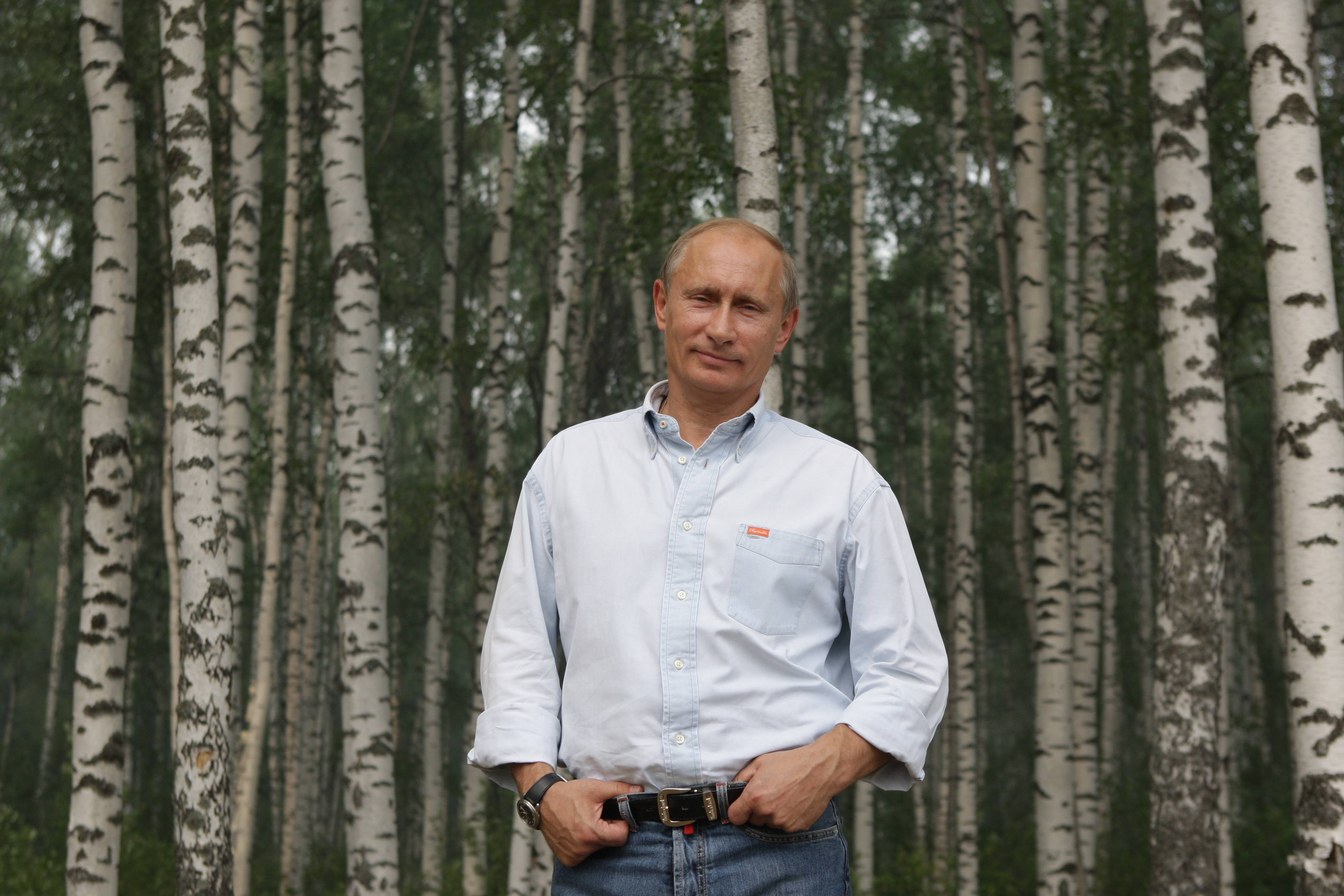
Офіційний портрет

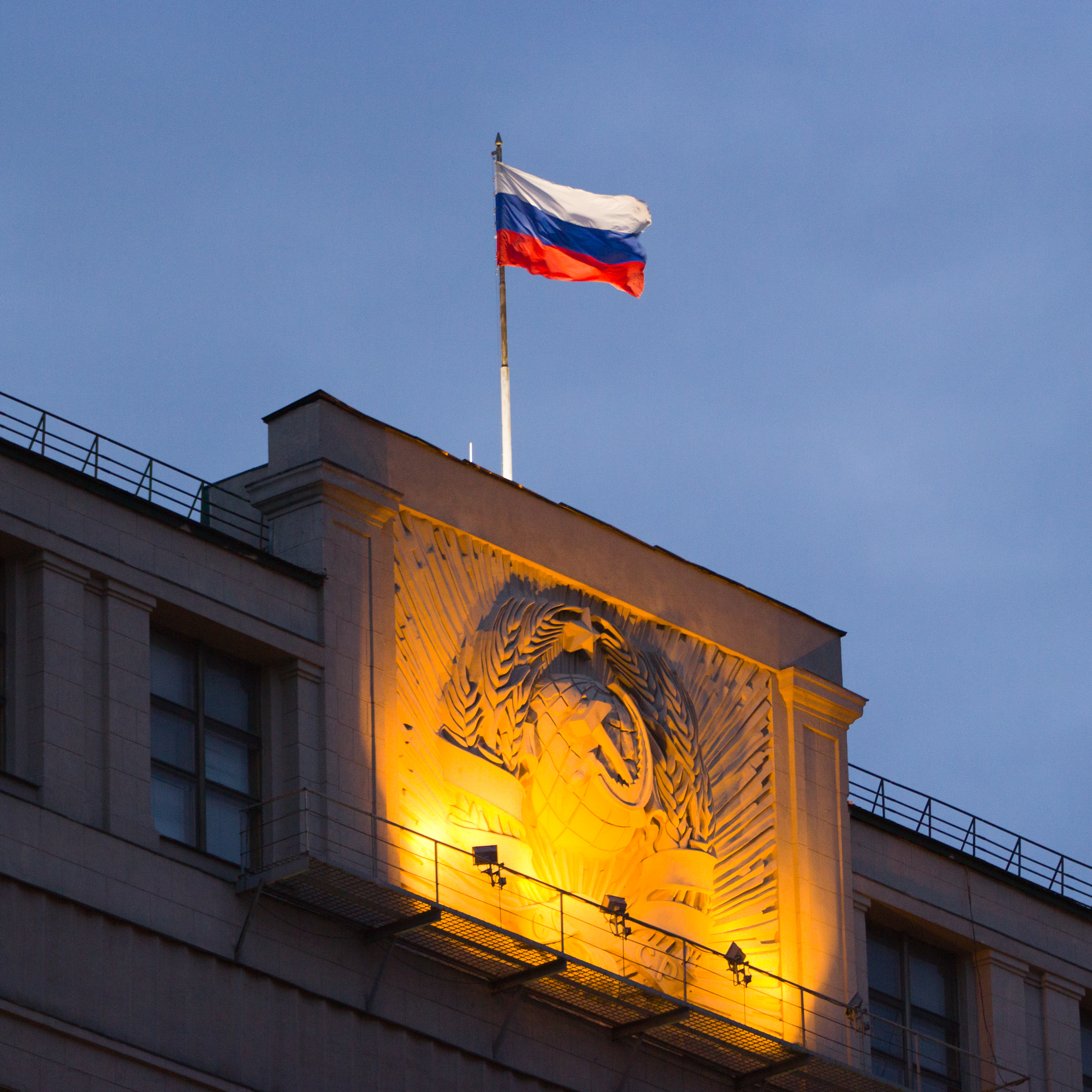
Серп і молот (символи СРСР) — під прапором РФ (символом незалежної Росії) — вказують на синкретизм режиму Путіна

Путіні́зм — ідеологічна підтечія рашизму, що зародилася в середовищі російської політичної еліти на початку 2000-х років і є домінуючою державною ідеологією в сучасній Росії. Ідеологічно путінізм є химерним поєднанням старіших ідеологій російського націоналізму, таких як панславізм/слов'янофільство, євразійство, націонал-більшовизм та рашизм, й базується на концепції створення та поширення «руского міру» на якомога більшій території, при одночасному бажанні економічного співробітництва з Заходом для збільшення статків російської олігархічної еліти.
Щодо України, основними інструментами Росії з поширення російського світу є церковна війна, кібер-війна, інформаційна війна, економічна війна, юридична війна та культурна війна. Однак найголовнішим аспектом путінізму по відношенню до України є її іредентистські претензії до України, які виражаються у реституціоністських претензіях Росії на територію України, й відповідних військових діях по захопленню цих територій; прикладами таких дій останніх років є Анексія Криму та Донбасу в України Росією.
Російський політолог Андрій Піонтковський стверджує, що ідеологія російського фашизму багато в чому схожа на німецький фашизм (нацизм), тоді як промови президента Володимира Путіна відображають схожі ідеї з ідеями Адольфа Гітлера.
Під час російського вторгнення в Україну Олексій Данілов заявив, що оточення Путіна говорило, що психічний стан президента не нормальний — у нього «потік дах». Раніше американська розвідка заявляла, що їх головне завдання — з'ясувати правду про психічний стан російського лідера. Адже, на думку експертів, поведінка Путіна стає все більш непостійною і нераціональною. А CNN, посилаючись на двох неназваних високопосадовців в адміністрації США, заявив, що президент Росії Путін перебуває у вкрай розлюченому стані через жорсткі санкції Заходу проти російської економіки.
Професор Олег Гринів вважає, що путінізм слід відрізняти від расизму, оскільки расизм стосується ідеологічного виправдання пригод сучасного російського тирана Путіна, столичного імперіалізму, в якому ідеологічні конкуренти (комуністи і шовіністи і антикомуністи) об'єдналися за фінансово-політичний шантаж країн на землях колишньої імперії; більшовизм тепер є лише одним з видів расизму. «У свою чергу канцелярська версія расизму намагається втілити столичного патріарха Кирила, який засвідчує свою теорію „руского світу“». Основою расизму є відсутність прийняття західної цивілізації, яка протилежна певній російській (євразійській) цивілізації. Столичні інтелектуали одностайні з автократичним Путіним, який прагне закінчити королівське і більшовицьке коло. У реальному часі русизм вважається ідеологічним ґрунтом путінізму. Ситуація, по суті, визнала, що расизм передбачає, що все ліквідація українців як публічного суспільства раніше.

## Історія появи терміна
Спочатку термін використовувався в ЗМІ радше не як науковий, а публіцистичний, з негативною конотацією та часто в принизливому сенсі, як поєднання «закручування гайок» і стагнації в неконкурентоздатній, економічно ослабленій Росії.
Згодом, внаслідок власної генези та вивчення явища вченими-політологами, поняття «путінізм» набуло наукового значення і стало синонімом сучасного варіанту фашистської диктатури з урахуванням російських обставин і особливостей та фашизоїдної свідомості або паратоталітаризму, який має тенденцію переходу в тоталітаризм. В сучасній путінській Росії помітні значні фашистські тенденції.
Вважається, що термін в англомовних ЗМІ вперше використав Річард Ґвін (англ. Richard Gwyn) у січні 2000 року на сторінках «Toronto Star». Одночасно в російському мовному просторі цей же термін з розширеним означенням використав політолог і публіцист Андрій Піонтковський (газета «Советская Россия», січень 2000).

## Основні ознаки

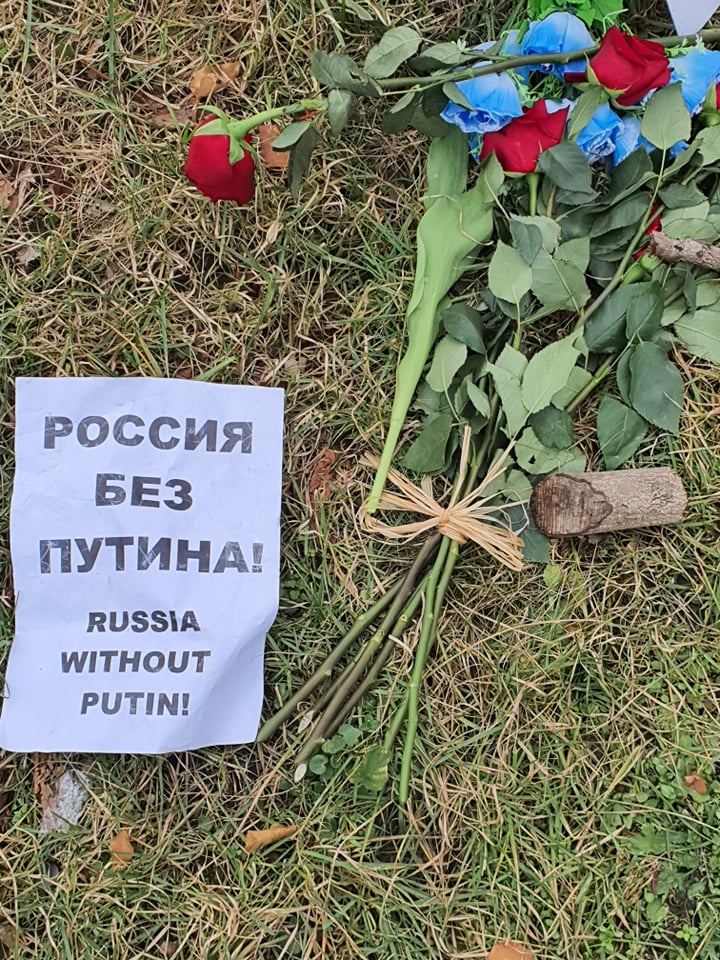
Листівка з Праги, де навесні 2020-го площу біля посольства РФ в Чехії перейменовано на честь російського політика й правозахисника Бориса Нємцова, у нерозкритому вбивстві якого звинувачували путінський режим.

### Ідейні
- Відсутність у колишніх кагебістів власної ідеології як системи, на відміну від, наприклад, сталінсько-радянського «комунізму»; заміна її еклективними симулякрами
- «Особливий шлях», ізоляціонізм, сталінська філософія виживання обложеної фортеці[17], «навкруги вороги»[18], пошуки ворогів
- Антизахідний обскурантизм та антиамериканізм; панславізм, «російськоцентризм»[19]; апокаліптичне месіанство «російського світу»[20]
- Антигуманізм («закон негідників» або «Анти-Магнітський закон»); релігійний фундаменталізм «російської православної цивілізації», ідолопоклонство культу «сильної держави»
- Євразійство, російський націоналізм[21], російська неоімперська геополітична доктрина «російського світу», «русофільство», шовінізм та ксенофобія. Полювання на «незаконних» — трудових мігрантів та «осіб кавказької національності». Негласна заміна уваровської триади «православ'я-самодержав'я-народність» на — «православ'я-самодержав'я-дохідність».[22]
- Популізм («ми встаємо з колін») та вождизм, культ особи Путіна («Путін — нацлідер», «Путін — це наше все»)
- Путін  — це «добрий» Гітлер до 1939 р. (кремлівський пропагандист і політолог А.Мігранян)[23][24][25]

### Політико-правові
- Правовий нігілізм, нехтування міжнародним правом та базовими конституційними нормами
- «Вертикаль влади», на верхівці якої фактичний диктатор Путін[26][27][28][29][30]; «ручне керування» державою та суспільством; патерналізм, наратив «сильної державної влади»[31]
- Ліквідація де-факто конституційного федерального устрою Російської держави («федеративна» РФ тільки за назвою). Призначення наступника президентом: «новорічний сюрприз» Єльцина Путін та «кіндер-сюрприз» Медведєв
- «Суверенна демократія» — ліквідація незалежності законодавчої, судової влади та ЗМІ. Вибіркове «судочинство»; де-факто однопартійна система (монізм «Єдиної Росії»)[32]
- Профанація та імітація політичного життя, маніпуляція ним за допомогою «політтехнологій»[33]
- Мілітаризм та опора на таємну поліцію — «силовиків»; шпигуноманія, конспірологія
- Беззаконня та масове насильство як повсякденні методи «правоохоронних органів»; переслідування іншодумців, репресії проти опозиції
- Інструментарій КДБ-НКВС — провокації, терор та геноцид як «спецметоди» влади. Вбивства в РФ і за кордоном політичних опонентів
- Використання агресивних, ідейно мотивованих маргіналів для «брудної роботи» — відверто протизаконних дій, які не можна виконати руками державних органів (фізичне насильство проти інакодумців і опозиціонерів); байдужість влади до злочинів, скоєних таким чином (відсутність фактичного розслідування таких справ, безкарність виконавців); курирування та ідеологічна обробка злочинців представниками спецслужб, надання їм інформації про плани та місцезнаходження «невгодних» осіб[34]
- Зрощення держапарату з організованою злочинністю («Ми своїх не видаємо»)
- Зрощення церкви з державою, «національна» РПЦ МП на місці ідеологічного апарату ЦК КПРС

### Соціально-економічні
- Внутрішня колонізація[35][36][37]
- ФСБ, чекісти як «сучасне неодворянство» (Микола Патрушев)[38][39][40]
- Архаїчна[41], паразитарна сировинна економіка, чиновницький монополізм господарства «труби»
- Клептократія та корупція з верху до низу («відкати наверх» до 33 %), безконтрольне збагачення нової «еліти»[42][43][44][45][46][47][48][49]
- Зрощення держчиновництва з економічною олігархією — держолігархізм; трансформація «силового» чиновництва в олігархів
- Силовий переділ власності, рейдерські захоплення підприємств та фірм кланом Путіна
- «Розпил» держбюджету як повсякденна практика; вивезення грошей в офшори («пацанський общак»), вкладення коштів в яхти, «західні» футбольні клуби та інші «статусні символи»; сім'ї та нерухомість «російських патріотів» за кордоном[50]

### Внутрішньополітичні
- Створення профашистських державних молодіжних рухів: «Идущие вместе», «Наши», «Местные» та ін., їх фінансування та «промивання мізків» (табір на Селігері); цькування ними закордонних дипломатів, напади на антиурядові організації та партії, «закон про некомерційні організації»
- Запозичення політичними інститутами держави принципів організації, психології та етики кримінального угрупування або банди («правильні пацани», «своїх не здаємо», «бояться значить поважають»)
- Створення керованої та контрольованої «опозиції»[51]

### Зовнішньополітичні
- Повернення «наддержави», імперський реваншизм (Путін: «Розвал СРСР — найбільша геополітична катастрофа ХХ ст.»). Перманентна зовнішня агресія проти країн — колишніх республік СРСР[52]
- Підтримка антидемократичних, диктаторських, антинародних та терористичних режимів: КНДР, Сирія, Іран, Сектор Гази, Венесуела. Торгівля зброєю в «гарячих точках» планети
- Підтримка сепаратистів і створення квазідержав на територіях Молдови, Грузії, України. Територіальні претензії до Казахстану.

### Інформаційні
- «Програмування» й маніпуляція суспільною свідомістю — «політтехнології»[53][54], державна монополізація ЗМІ, пропаганда (російська пропаганда) та відверта брехня в них — НЛП, закриття опозиційних та незалежних ЗМІ, повернення цензури; контроль інтернету.
- Роль «зомбоящика» телебачення: путінський режим як «відеократія», а російський президент — популістська «телезірка» («альфа-самець»)[55]: медіа-спектаклі з «переодяганнями-перевтіленнями» у моряка, льотчика, пірнальника, дельтапланериста тощо. «Спілкування з народом» за допомогою заздалегідь «підготовлених» «телемостів».
- Міфологізація минулого, перекручення та фальсифікація історії (закони про «фальсифікацію історії Росії», «єдиний» підручник історії), наратив війни.
- Придушення або поступова ліквідація такого незалежного суспільного інституту або «мозку нації», як Російська академія наук.

### Мораль, «людські якості»
- Систематична, відверта й патологічна брехня «перших осіб» держави[56][57][58]. Згода більшості населення РФ з замовчуванням, перекрученнями та брехнею «в інтересах держави»[59].
- «Вихований» цинізм[57]. Населення Росії для її «еліти» — «мовчазна більшість» та «біомаса»[60].
- Апеляція до підсвідомості суспільного дна («соціально близьких», маргіналів, охлосу), обсценна лексика та кримінальна феня на вищому державному рівні.

## Психологічні риси путінізму
- Авторитарна особистість (за Е. Фроммом).
- «Проста» психотична радянська свідомість переважної більшості населення[61].
- Комплекс меншовартості, масовий імперсько-шовіністичний психоз, ностальгія за імперською величчю, «веймарський» або «постверсальский синдром»[62][63].
- Старечі підліткові комплекси — гіперкомпенсація, ексгібіціонізм[64]
- Садизм — прагнення панувати, підкорити людей своїй волі.
- Мазохізм — прагнення багатьох росіян підкорятися, позбутися свого «я».
- Руйнівність — спроби уникнути загрози зовнішнього світу, зокрема від української революції, шляхом його руйнування.
- Конформізм — втрата власної особистості, самоуніфікація, засвоєння загальноприйнятих шаблонів[65].
- Отупіння (за психіатром Андрієм Більжо[66]).

## Фази путінізму
- 1999—2000. Неконституційний прихід до влади в РФ внаслідок «передачі повноважень спадкоємцю» або спецоперація верхівки ФСБ «спадкоємець» на хвилі провокацій і терактів ФСБ («боротьби з тероризмом») та ослаблення старого, хворого й корумпованого президента Єльцина. Масовий воєнний психоз, античеченська істерія; масове вбивство цивільного населення Чечні (геноцид); «чеченізація» війни методом власного ставленика Ахмата Кадирова.
- 2001—2004 — захоплення контролю над основними ЗМІ. У ніч з 13 по 14 квітня 2001 року сталося силове захоплення телеканалу НТВ, який негативно освітлював політику Путіна. На початку 2002 року закрили канал ТВ-6, потім ТВС. Так усі великі федеральні телеканали опиняються підконтрольними державі. На телебаченні вводять цензуру, освітлення діяльності влади стає однобоким.
- 2003. Ліквідація залишків незалежності від держави та чиновництва керівників промисловості. Перемога путінсько-сечинської схеми привласнення та «розпилу» нафтогазового комплексу (система «труби»). Удар по «ЮКОСу» та його ліквідація, арешт і засудження М. Ходорковського.
- 2004, вересень. Антифедеральний та антиконституційний переворот під прикриттям теракту в Беслані. Фактична ліквідація федерального устрою РФ за допомогою указу про призначення Кремлем губернаторів суб'єктів федерації Росії, замість їх виборів, як було до цього.
- 2004—2005. Помаранчева революція як вододіл генези путінської системи правління. Українські події справили зворотний вплив на російську політику. Завершення наприкінці 2004 року рестриктивної (стримувальної) фази путінського обезсмислення демократичних процедур. З 2005 року вона поступово переходить у стадію, позначену тут як «паратоталітарна». Термін цей вказує не стільки на відновлення радянської практики управління, скільки на ту значущу модифікацію, якої зазнали зміст і стиль регулювання політичних процесів «політтехнологами» Кремля[67].
- 2007—2008. Стали помітними симптоми поступового і сталого підйому російського квазі-містичного шовінізму, які почали визначати відношеннях Росії з Заходом[68].
- 2008—2012 номінальне «президентство»  Медведєва. Війна проти Грузії в серпні 2008, окупація частини її території.
- Кінець 2011—2013 — як реакція на зростання громадського протесту (мітинги 2011—2013 років) починається ґрунтовне «закручування гайок». Приймаються антиконституційні закони, які обмежують свободу слова, інтернет, свободу зібрань, свободу віросповідання, права сексуальних меншостей тощо (цілком підконтрольна Державна дума отримує прізвисько «скаженого принтера»). Покарання стають набагато суворішими. Основною метою цих законів є можливість на «законних підставах» тиснути на незгодних з владою людей. Різке збільшення числа політичних ув'язнених (Болотна справа, справа Pussy Riot тощо).
- Кінець 2013 — початок 2014 рр. Перехід до «Гарячої фази»: Придушення решток демократичного суспільства в країні. Спроба заволодіти Україною за допомогою фінансування кримінального режиму Януковича. Початок «гібридної війни» проти України, таємні методи військового придушення Європейської революції в Україні, російський спецназ та «ескадрони смерті» в Україні. Втеча Януковича до РФ. Збройна військова агресія проти «непокірної» незалежної України, в Криму та на Донбасі. Анексія Криму. Порушення Путіним усіх можливих міжнародних угод і даних гарантій — Гельсінських угод 1975 року про кордони у Європі та гарантій Меморандуму про нерозповсюдження ядерної зброї від 1994 Україні. Відкриття інформаційного фронту й відверта інформаційно-пропагандистська війна. Конфронтація з країнами Заходу та економічні втрати Росії внаслідок санкцій Заходу. Ізоляція Росії в ООН, виключення її з «Великої вісімки». Початок повернення «Залізної завіси» — заборона виїзду за кордон для певних категорій російських чиновників. Повернення Росії до епохи «холодної війни».
- 2014 — початок 2022. Перехід до відвертої путінської власної диктатури, самовладдя та тоталітаризму. Стале падіння економіки та фінансів країни, девальвація рубля, рецесія. Початок «гібридної війни» проти країн Європи, замах на виборчу систему США. «Контрсанкції» проти власного населення. Відкрите збройне втручання в громадянську війну в Сирії. Воєнні злочини російської армії проти сирійського населення. Посилення власної влади шляхом оновлення керівного шару — заміни старої «чекістської гвардії» колишніх колег генералів з КДБ-ФСБ на молодших підлеглих. Поставлена на потік фабрикація кримінальних справ за «екстремістськими» статтями КК (зокрема, тюремні терміни за «лайки» і «репости» в соціальних мережах).
- З 2022 року — початок повномасштабного вторгнення в Україну, масові воєнні злочини російської армії на окупованих територіях, руйнування українських міст. Перетворення Росії на країну-ізгоя, що займає перше місце за кількістю введених санкцій, закриття міжнародних ринків, вихід з Росії більшості іноземних компаній. Стрімке падіння рівня життя. Повна ліквідація всіх незалежних ЗМІ в країні, ліквідація всіх незалежних правозахисних організацій, криміналізація будь-якої політичної активності та будь-якого інакомислення, кримінальні справи та тривалі терміни за антивоєнну позицію. Репресії проти активістів та громадян, різке зростання кількості політв'язнів, оголошення будь-яких незгодних «іноземними агентами» та «екстремістами». Розрив державою неформального соціального договору про невтручання в життя громадян в обмін на громадянську пасивність. Повна заборона ЛГБТ. Безпрецедентна еміграція із країни. Полювання на критиків режиму за кордоном. Офіційне визнання Путіна військовим злочинцем Міжнародним кримінальним судом у Гаазі та видача ордера на його арешт[69] Вперше з часів Другої світової війни — воєнні удари по території Росії та бойові дії за участю іноземної держави на її території. Різке зростання числа насильницьких злочинів, диверсій, техногенних катастроф.

## Авторитетні визначення
- Томас Ґрем (Thomas E. Graham), американський провідний експерт з ядерних озброєнь і дипломат, ексрадник президента Дж. Буша-мол. по Росії:|  | Путінізм — це брежнєвський Радянський Союз плюс НЕП мінус марксизм-ленінізм |
- Стівен Бланк, експерт з пострадянської стратегії Росії, ст. науковий співробітник Ради з міжнародної політики:|  | Поліцейський капіталізм |
- Френсіс Фукуяма, американський філософ:|  | Путін робить рівно те саме, що робив Гітлер |
- Олександр Мотиль, американський історик і політолог:|  | Путінізм — це фашизм |
- О. Яків Кротов:|  | Путінізм – це вища стадія ленінізма. |
- Володимир Пастухов, доктор політології Оксфордського університету:|  | «Путінізм» - політичний лад декласованих елементів, всіх тих, хто випав зі своїх соціальних ніш або взагалі їх ніколи не мав |
- Євген Іхлов, російський правник, політолог і журналіст:|  | Путінізм - це дійсно фактор фашизації ... дійсно імперська реваншистська сила, загрозлива Європі, який будь-які спроби почати з ним діалог сприймає як капітуляцію |

|  | Особливе значення державне міфотворчість знайшло в рамках путінізму, оскільки перші його ідеологи ... виходили з такої версії суб'єктивного ідеалізму, згідно з якою пропагандистська картина світу і є єдина реальність для населення. |

- Тімоті Снайдер, американський історик, професор Єльського університету, дослідник націоналізму, тоталітаризму та голокосту:|  | Можна вказати на те, що євразійська ідеологія Путіна має фашистське коріння |
- Андрій Піонтковський, російський математик і політолог:|  | Путінізм - це війна, це «консолідація» нації на ґрунті ненависті до якоїсь етнічної групи, це — наступ на свободу слова та інформаційне зомбування, це ізоляція від зовнішнього світу і подальша економічна деградація |

|  | Убога філософія нижчих чинів КДБ, очманілих від «кришування» меблевих магазинів і розпилювання нафтових компаній |

- Андрій Ілларіонов, російський економіст, колишній радник Путіна:|  | ...нова модель уже на порозі. Правда, вона була у нас уже в історії, називалася вона Третій Рейх. Щось подібне на російську Джамахірію дійсно зараз створюється... ні демократії, ні прав людини, ні поділу влади, ні верховенства права в цій системі не буде |
- Олександр Скобов, російський політичний діяч, публіцист:|  | Типологічно путінський режим дуже близький до авторитарно-олігархічних режимів, які існували в деяких країнах третього світу в другій половині XX століття. Таким, наприклад, як диктатура Маркоса на Філіппінах або диктатура Сухарто в Індонезії на пізньому етапі їх розвитку. Той же периферійний, компрадорський, сировинний капіталізм, та ж корупція як системоутворюючий елемент, та ж імітація деяких окремих демократичних процедур, але у вельми урізаному обсязі |
- Дмитро Орешкін, російський політолог:|  | Совок повернувся на м'яких лапах |
- Сергій Брін, американський науковець, дослідник і підприємець, фундатор «Google»:|  | Росія - це Нігерія в снігу. Вам дійсно подобається ідея, що зграя бандитів буде контролювати постачання всієї світової енергії? |.
- Слава Рабинович, російсько-американський економіст, аналітик:|  | ...Ми маємо справу з реально... <не зовсім розумово розвиненими людьми>, що намагалися для себе винайти свій власний вічний двигун, який живиться безкоштовними для них природними ресурсами однієї восьмої частини суші, з рабською працею декількох десятків мільйонів рабів-зомбі |.